# 戈弗雷 (喬治亞州)
戈弗雷（英語：Godfrey）是位於美國喬治亞州摩根縣的一個非建制地區。該地的面積和人口皆未知。

## 地理
戈弗雷的座標為33°27′12″N 83°30′18″W / 33.45333°N 83.50500°W，而該地的平均海拔高度為187米（即614英尺）。